# Serie A2 2021-2022 (pallacanestro maschile)
La Serie A2 2021-22 è stata la nona edizione del massimo livello dilettantistico del campionato italiano di pallacanestro, dopo la riforma avvenuta nell'estate 2013.

## Stagione

### Novità
Con una sola retrocessione dalla Serie A, la Cestistica San Severo viene ripescata, portando il campionato a 28 squadre.

### Formula
Al campionato prendono parte 28 squadre suddivise in due gironi, "Verde" e "Rosso", entrambi composti da 14 squadre, per un totale di 26 gare complessive.
Le squadre di ciascun girone si affrontano in una prima fase di qualificazione (denominata Regular Season) con gare di andata e ritorno.
Tutte e 28 le squadre, accedono di diritto alla "fase a orologio" per un totale di altre 4 partite; ogni squadra giocherà contro le due squadre dell'altro girone che la precedono, giocando in trasferta, e contro le due squadre dell'altro girone che la seguono, giocando in casa. I punti ottenuti in questa fase saranno sommati a quelli già accumulati nella regular season, andando così a formare la classifica definitiva dei due gironi.
Le squadre che al termine della fase ad orologio, saranno ultime nei due gironi, verranno automaticamente retrocesse in Serie B.

#### Play-off
Le prime otto classificate dei due gironi dopo la fase ad orologio, si qualificano per i play-off, i quali verranno giocati con quarti, semifinali e finali, tutte al meglio delle 5 partite. Le due squadre vincitrici dei play-off, saranno promosse in Serie A.
I tabelloni verranno costruiti con il seguente metodo:
| Tabellone A         | Tabellone A         | Tabellone A         | Tabellone A         |
| ------------------- | ------------------- | ------------------- | ------------------- |
| 1ª Verde – 8ª Rosso | 2ª Rosso – 7ª Verde | 3ª Verde – 6ª Rosso | 4ª Rosso – 5ª Verde |
| Tabellone B         |                     |                     |                     |
| 1ª Rosso – 8ª Verde | 2ª Verde – 7ª Rosso | 3ª Rosso – 6ª Verde | 4ª Verde – 5ª Rosso |

Le vincitrici dei due tabelloni si affrontano nella finale, a gara unica in casa della miglior classificata, per decretare il titolo di "Campione d'Italia Serie A2 FIP". 

#### Play-out
Le dodicesime e tredicesime classificate dei due gironi, giocheranno un turno unico incrociato al meglio delle 5 partite (la 12ª del girone Verde contro la 13ª del girone Rosso e la 12ª del girone Rosso contro la 13ª del girone Verde).
Gara-1. Gara-2 e l'eventuale Gara-5 si giocheranno in casa della dodicesima classificata, avendo così il fattore campo. Le due squadre perdenti, verranno retrocesse in Serie B.

## Stagione regolare

### Girone Verde

#### Squadre
| Squadra             | Stagione | Città                               | Palazzetto         | Stagione precedente                               |
| ------------------- | -------- | ----------------------------------- | ------------------ | ------------------------------------------------- |
| Amici Pall. Udinese | dettagli | Udine                               | PalaCarnera        | 3º posto in Serie A2 Girone Verde                 |
| Basket Torino       | dettagli | Torino                              | PalaRuffini        | 1º posto in Serie A2 Girone Verde                 |
| Monferrato Basket   | dettagli | Casale Monferrato                   | PalaFerraris       | 10º posto in Serie A2 Girone Verde                |
| Orlandina           | dettagli | Capo d'Orlando                      | PalaFantozzi       | 11º posto in Serie A2 Girone Verde                |
| Pall. Biella        | dettagli | Biella                              | Biella Forum       | 14º posto in Serie A2 Girone Verde                |
| Pall. Cantù         | dettagli | Cantù                               | PalaDesio (Desio)  | 15º posto in Serie A                              |
| Mantova             | dettagli | Mantova                             | Grana Padano Arena | 9º posto in Serie A2 Girone Verde                 |
| Pall. Orzinuovi     | dettagli | Orzinuovi                           | PalaBertocchi      | 12º posto in Serie A2 Girone Verde                |
| Pall. Piacentina    | dettagli | Piacenza                            | PalaFranzanti      | 1º posto in Serie B Girone B, promossa ai Playoff |
| Pistoia Basket      | dettagli | Pistoia                             | PalaCarrara        | 9º posto in Serie A2 Girone Rosso                 |
| Pall. Trapani       | dettagli | Trapani                             | PalaIlio           | 7º posto in Serie A2 Girone Verde                 |
| Blu Treviglio       | dettagli | Treviglio                           | PalaFacchetti      | 6º posto in Serie A2 Girone Verde                 |
| U.C.C. Piacenza     | dettagli | Codogno, Casalpusterlengo, Piacenza | PalaBanca          | 8º posto in Serie A2 Girone Verde                 |
| Urania Milano       | dettagli | Milano                              | Allianz Cloud      | 5º posto in Serie A2 Girone Verde                 |

#### Allenatori e primatisti
| Squadra             | Allenatore                                     | Capitano            | Cestista più presente                                           | Miglior marcatore            |
| ------------------- | ---------------------------------------------- | ------------------- | --------------------------------------------------------------- | ---------------------------- |
| Amici Pall. Udinese | Matteo Boniciolli                              | Michele Antonutti   | Alessandro Cappelletti Francesco Pellegrino Ethan Esposito (26) | Alessandro Cappelletti (336) |
| Basket Torino       | Edoardo Casalone                               | Mirza Alibegović    | Devon Scott / Mirza Alibegovic Giordano Pagani                  | Devon Scott (403)            |
| JB Monferrato       | Andrea Valentini                               | Niccolò Martinoni   | Alvise Sarto (26)                                               | Alvise Sarto (289)           |
| Orlandina           | Marco Cardani (1ª-27ª) David Sussi (28ª-)      | Matteo Laganà       | 4 giocatori (26)                                                | Nick King (480)              |
| Pall. Biella        | Andrea Zanchi                                  | Luca Infante        | 6 giocatori (26)                                                | Steven Davis (475)           |
| Pall. Cantù         | Marco Sodini                                   | Luigi Sergio        | 4 giocatori (26)                                                | Trevon Allen (391)           |
| Pall. Mantovana     | Gennaro Di Carlo (1ª-11ª) Giorgio Valli (12ª-) | Riccardo Cortese    | Antonio Iannuzzi Martino Mastellari (26)                        | Vojislav Stojanović (365)    |
| Pall. Orzinuovi     | Fabio Corbani (1ª-4ª) Massimo Bulleri (5ª-)    | Marco Spanghero     | Andrea Renzi Nicola Giordano (26)                               | Andrea Renzi (411)           |
| Pall. Piacentina    | Federico Campanella                            | Marco Perin         | / Nik Raivio Jacopo Lucarelli (26)                              | / Nik Raivio (461)           |
| Pistoia             | Nicola Brienza                                 | Gianluca Della Rosa | 5 giocatori (26)                                                | / Daniel Utomi (371)         |
| Trapani             | Daniele Parente                                | Marco Mollura       | Sekou Wiggs Vincenzo Guaiana (30)                               | Sekou Wiggs (488)            |
| Treviglio           | Michele Carrea                                 | Davide Reati        | Federico Miaschi / Yancarlos Rodríguez Ursulo D’almeida (26)    | Federico Miaschi (339)       |
| U.C.C. Piacenza     | Stefano Salieri                                | Luca Cesana         | 4 giocatori (26)                                                | Gabe DeVoe (510)             |
| Urania Milano       | Davide Villa                                   | Giorgio Piunti      | 4 giocatori (26)                                                | Aaron Thomas (405)           |

#### Classifica
Aggiornata al 1 maggio 2022.
|  | Pos. | Squadra                          | Pt | G  | V  | P  | PtF  | PtS  | Diff. |
|  | ---- | -------------------------------- | -- | -- | -- | -- | ---- | ---- | ----- |
|  | 1.   | Apu Old Wild West Udine          | 52 | 30 | 26 | 4  | 2422 | 2018 | 404   |
|  | 2.   | S.Bernardo-Cinelandia Park Cantù | 46 | 30 | 23 | 7  | 2463 | 2265 | 198   |
|  | 3.   | Giorgio Tesi Group Pistoia       | 42 | 30 | 21 | 9  | 2323 | 2183 | 140   |
|  | 4.   | UCC Assigeco Piacenza            | 34 | 30 | 17 | 13 | 2361 | 2275 | 86    |
|  | 5.   | Gruppo Mascio Treviglio          | 34 | 30 | 17 | 13 | 2376 | 2267 | 109   |
|  | 6.   | Reale Mutua Torino               | 32 | 30 | 16 | 14 | 2424 | 2328 | 96    |
|  | 7.   | Staff Mantova                    | 30 | 30 | 15 | 15 | 2333 | 2323 | 10    |
|  | 8.   | Novipiù JB Monferrato            | 30 | 30 | 15 | 15 | 2233 | 2285 | -52   |
|  | 9.   | 2B Control Trapani               | 28 | 30 | 14 | 16 | 2227 | 2354 | -127  |
|  | 10.  | Urania Basket Milano             | 24 | 30 | 12 | 18 | 2285 | 2367 | -82   |
|  | 11.  | Edilnol Biella                   | 24 | 30 | 12 | 18 | 2203 | 2328 | -125  |
|  | 12.  | Bakery Piacenza                  | 20 | 30 | 10 | 20 | 2314 | 2475 | -161  |
|  | 13.  | Infodrive Capo d'Orlando         | 18 | 30 | 9  | 21 | 2363 | 2449 | -86   |
|  | 14.  | Agribertocchi Orzinuovi          | 4  | 30 | 2  | 28 | 2120 | 2529 | -409  |

Legenda:
      Partecipante ai play-off.

      Partecipante ai play-out.

      Retrocessa direttamente in Serie B 2022-2023.
  Retrocessa in Serie B.
  Vincitrice della Supercoppa LNP 2021
  Vincitrice della Coppa Italia 2022
Regolamento:
Due punti a vittoria, zero a sconfitta.

#### Risultati
|                 | BIE   | CAN     | CDO   | MAN    | MON   | ORZ    | PIA   | PIS   | TOR    | TRA    | TRE   | UCC   | UDI   | URA   |
| --------------- | ----- | ------- | ----- | ------ | ----- | ------ | ----- | ----- | ------ | ------ | ----- | ----- | ----- | ----- |
| Biella          |       | 75–77   | 68–76 | 85–71  | 88–84 | 82–70  | 73–59 | 69–82 | 60–86  | 71–65  | 69–78 | 63–76 | 83–82 | 92–86 |
| Cantù           | 95–72 |         | 88–73 | 83–81  | 91–77 | 76–61  | 90–95 | 75–59 | 83–78  | 103–67 | 78–70 | 72–67 | 81–78 | 77–67 |
| Capo d'Orlando  | 95–91 | 93–104  |       | 81–87  | 87–66 | 73–62  | 81–80 | 77–80 | 60–72  | 74–76  | 65–66 | 68–66 | 67–74 | 86–67 |
| Mantova         | 86–62 | 70–59   | 92–86 |        | 96–75 | 89–72  | 74–77 | 66–85 | 86–90  | 81–68  | 81–71 | 64–68 | 70–79 | 92–74 |
| Monferrato      | 65–62 | 75–84   | 97–77 | 79–73  |       | 74–69  | 83–67 | 69–83 | 76–72  | 71–75  | 88–85 | 79–75 | 49–72 | 70–61 |
| Orzinuovi       | 68–74 | 73–86   | 81–76 | 65–67  | 65–68 |        | 68–81 | 66–90 | 87–90  | 70–72  | 78–91 | 82–83 | 65–83 | 75–80 |
| Piacenza        | 71–67 | 128–136 | 90–74 | 81–89  | 87–84 | 101–89 |       | 70–75 | 79–107 | 85–90  | 63–79 | 65–76 | 75–85 | 81–78 |
| Pistoia         | 89–84 | 68–82   | 82–64 | 96–63  | 78–71 | 76–85  | 89–76 |       | 70–69  | 80–70  | 88–74 | 78–50 | 65–70 | 90–81 |
| Torino          | 68–64 | 83–85   | 88–87 | 85–80  | 96–73 | 91–80  | 90–75 | 72–75 |        | 79–63  | 79–98 | 82–73 | 72–74 | 88–70 |
| Trapani         | 89–78 | 72–91   | 83–78 | 64–72  | 67–84 | 65–56  | 68–66 | 69–73 | 70–66  |        | 78–70 | 82–77 | 73–88 | 90–81 |
| Treviglio       | 71–73 | 82–75   | 96–78 | 81–78  | 67–69 | 76–53  | 95–71 | 79–73 | 85–72  | 86–70  |       | 99–85 | 79–76 | 68–73 |
| U.C.C. Piacenza | 76–57 | 84–71   | 91–85 | 81–66  | 73–83 | 117–79 | 89–71 | 63–64 | 94–99  | 77–64  | 84–69 |       | 62–84 | 80–72 |
| Udine           | 88–59 | 71–76   | 80–71 | 69–57  | 71–55 | 104–47 | 73–60 | 88–83 | 82–62  | 84–57  | 79–59 | 95–86 |       | 82–65 |
| Urania Milano   | 72–63 | 66–58   | 93–89 | 104–73 | 67–68 | 82–72  | 71–67 | 69–73 | 77–73  | 92–80  | 69–90 | 72–75 | 54–81 |       |

### Girone Rosso

#### Squadre
| Squadra             | Stagione | Città      | Palazzetto                                                              | Stagione precedente                               |
| ------------------- | -------- | ---------- | ----------------------------------------------------------------------- | ------------------------------------------------- |
| Basket Ravenna      | dettagli | Ravenna    | Pala De André                                                           | 7º posto in Serie A2 Girone Rosso                 |
| Benedetto XIV Cento | dettagli | Cento      | Milwaukee Dinelli Arena                                                 | 8º posto in Serie A2 Girone Rosso                 |
| Chieti 1974         | dettagli | Chieti     | PalaTricalle Sandro Leombroni                                           | 6º posto in Serie A2 Girone Rosso                 |
| Eurobasket Roma     | dettagli | Roma       | Palazzo dello Sport (1ª-8ª) Palazzetto (Guidonia Montecelio) (9ª-)      | 4º posto in Serie A2 Girone Rosso                 |
| Janus Fabriano      | dettagli | Fabriano   | PalaBaldinelli (Osimo)                                                  | 1º posto in Serie B Girone C, promossa ai Playoff |
| Kleb Ferrara        | dettagli | Ferrara    | Palasport di Ferrara                                                    | 5º posto in Serie A2 Girone Rosso                 |
| Latina Basket       | dettagli | Latina     | PalaBianchini                                                           | 11º posto in Serie A2 Girone Rosso                |
| Nardò Basket        | dettagli | Nardò      | PalaPentassuglia (Brindisi) Palasport San Giuseppe da Copertino (Lecce) | 3º posto in Serie B Girone D, promossa ai Playoff |
| Pall. Forlì 2.015   | dettagli | Forlì      | Unieuro Arena                                                           | 1º posto in Serie A2 Girone Rosso                 |
| San Giobbe Chiusi   | dettagli | Chiusi     | PalaPania                                                               | 1º posto in Serie B Girone A, promossa ai Playoff |
| San Severo          | dettagli | San Severo | Palasport Falcone e Borsellino                                          | 12º posto in Serie A2 Girone Rosso                |
| Scafati Basket      | dettagli | Scafati    | PalaMangano                                                             | 3º posto in Serie A2 Girone Rosso                 |
| Scaligera Verona    | dettagli | Verona     | AGSM Forum                                                              | 4º posto in Serie A2 Girone Verde                 |
| Stella Azzurra      | dettagli | Roma       | PalaCoccia (Veroli)                                                     | 13º posto in Serie A2 Girone Rosso                |

#### Allenatori e primatisti
| Squadra             | Allenatore                                       | Capitano           | Cestista più presente                                  | Miglior marcatore       |
| ------------------- | ------------------------------------------------ | ------------------ | ------------------------------------------------------ | ----------------------- |
| Basket Ravenna      | Alessandro Lotesoriere                           | Daniele Cinciarini | Austin Tilghman Lewis Sullivan Alessandro Simioni (26) | Austin Tilghman (423)   |
| Benedetto XIV Cento | Matteo Mecacci                                   | Alex Ranuzzi       | 6 giocatori (26)                                       | Christian James (382)   |
| Chieti 1974         | Massimo Maffezzoli (1ª-22ª) Marco Calvani (23ª-) | Davide Meluzzi     | 4 giocatori (26)                                       | Davide Meluzzi (352)    |
| Eurobasket Roma     | Damiano Pilot                                    | Eugenio Fanti      | Kyndahl Hill Matteo Schina (26)                        | Simone Pepe (423)       |
| Janus Fabriano      | Lorenzo Pansa (1ª-18ª) Marco Ciarpella (19ª-)    | Roberto Marulli    | Arik Smith Gianmarco Gulini (26)                       | Arik Smith (404)        |
| Kleb Ferrara        | Spiro Leka                                       | Tommaso Fantoni    | Tommaso Fantoni Alessandro (26)                        | A.J. Pacher (414)       |
| Latina Basket       | Franco Gramenzi                                  | Marco Passera      | 7 giocatori (26)                                       | Terry Henderson (470)   |
| Nardò               | Marco Gandini (1ª-23ª) Michele Battistini (24ª-) | Mitchell Poletti   | 5 giocatori (26)                                       | Jazzmarr Ferguson (463) |
| Pall. Forlì 2.015   | Sandro Dell'Agnello                              | Jacopo Giachetti   | 5 giocatori (26)                                       | Riccardo Bolpin (240)   |
| S. Giobbe Chiusi    | Giovanni Bassi                                   | Francesco Fratto   | 6 giocatori (26)                                       | Jeremiah Wilson (470)   |
| San Severo          | Luca Bechi                                       | Matteo Piccoli     | 5 giocatori (26)                                       | Ty Sabin (562)          |
| Scafati Basket      | Alessandro Rossi                                 | Riccardo Rossato   | 5 giocatori (26)                                       | Riccardo Rossato (351)  |
| Scaligera Verona    | Alessandro Ramagli                               | Guido Rosselli     | Karvel Anderson Guido Rosselli Liam Udom (26)          | Karvel Anderson (434)   |
| Stella Azzurra      | Germano D'Arcangeli                              | Andrea Meroi       | Sandi Marcius (26)                                     | Sandi Marcius (302)     |

#### Classifica
Aggiornata al 01 maggio 2022.
|  | Pos. | Squadra                          | Pt | G  | V  | P  | PtF  | PtS  | Diff. |
|  | ---- | -------------------------------- | -- | -- | -- | -- | ---- | ---- | ----- |
|  | 1.   | Givova Scafati                   | 50 | 30 | 25 | 5  | 2460 | 2088 | 372   |
|  | 2.   | Tezenis Verona (-3)              | 45 | 30 | 24 | 6  | 2269 | 2055 | 214   |
|  | 3.   | OraSì Ravenna                    | 40 | 30 | 20 | 10 | 2325 | 2209 | 116   |
|  | 4.   | Umana Chiusi                     | 38 | 30 | 19 | 11 | 2314 | 2265 | 49    |
|  | 5.   | Top Secret Ferrara               | 38 | 30 | 19 | 11 | 2411 | 2310 | 101   |
|  | 6.   | Tramec Cento                     | 32 | 30 | 16 | 14 | 2079 | 2097 | -18   |
|  | 7.   | Unieuro Forlì                    | 32 | 30 | 16 | 14 | 2303 | 2306 | -3    |
|  | 8.   | Allianz Pazienza San Severo      | 30 | 30 | 15 | 15 | 2331 | 2325 | 6     |
|  | 9.   | Benacquista Assicurazioni Latina | 26 | 30 | 13 | 17 | 2426 | 2414 | 12    |
|  | 10.  | Atlante Eurobasket Roma          | 22 | 30 | 11 | 19 | 2269 | 2378 | -109  |
|  | 11.  | LUX Chieti                       | 22 | 30 | 11 | 19 | 2182 | 2344 | -162  |
|  | 12.  | Next Nardò                       | 20 | 30 | 10 | 20 | 2355 | 2431 | -76   |
|  | 13.  | Stella Azzurra Roma              | 16 | 30 | 8  | 22 | 2104 | 2203 | -99   |
|  | 14.  | Ristopro Fabriano                | 8  | 30 | 4  | 26 | 2138 | 2542 | -404  |

Legenda:
 Campione d'Italia Dilettanti.

      Partecipante ai play-off.
 Promossa dopo i play-off in Serie A1 2022-2023.
      Partecipante ai play-out.
 Retrocessa in Serie B 2022-2023.
      Retrocessa direttamente in Serie B 2022-2023.
Regolamento:
Due punti a vittoria, zero a sconfitta.
Note:
La Scaligera Verona ha 3 punti di penalizzazione.

#### Risultati
|                     | CEN   | CHT   | CHS   | EUR    | FAB   | FER   | FOR   | LAT     | NAR    | RAV   | SAN    | SCA    | STE   | VER   |
| ------------------- | ----- | ----- | ----- | ------ | ----- | ----- | ----- | ------- | ------ | ----- | ------ | ------ | ----- | ----- |
| Cento               |       | 68–79 | 73–81 | 67–64  | 81–52 | 57–64 | 65–45 | 65–63   | 77–74  | 59–71 | 75–76  | 75–70  | 57–55 | 82–80 |
| Chieti              | 64–79 |       | 70–62 | 63–64  | 90–84 | 65–70 | 70–88 | 86–68   | 60–77  | 82–76 | 77–67  | 64–82  | 76–62 | 72–82 |
| Chiusi              | 90–77 | 82–78 |       | 63–76  | 64–71 | 70–72 | 90–65 | 89–87   | 83–79  | 75–85 | 84–71  | 74–71  | 79–74 | 69–78 |
| Eurobasket Roma     | 51–66 | 85–73 | 86–93 |        | 80–67 | 67–74 | 83–79 | 84–78   | 74–95  | 62–76 | 98–91  | 82–109 | 85–73 | 57–63 |
| Fabriano            | 57–74 | 66–87 | 81–92 | 95–86  |       | 86–84 | 77–87 | 79–87   | 92–98  | 73–85 | 67–100 | 82–83  | 49–71 | 56–70 |
| Ferrara             | 82–70 | 87–76 | 65–78 | 100–84 | 89–69 |       | 78–76 | 114–108 | 83–62  | 82–93 | 77–59  | 83–81  | 77–68 | 77–80 |
| Forlì               | 74–72 | 91–61 | 76–75 | 101–91 | 93–81 | 84–78 |       | 66–77   | 84–77  | 81–83 | 85–70  | 74–64  | 72–75 | 65–73 |
| Latina              | 74–76 | 70–75 | 70–79 | 59–64  | 91–77 | 83–70 | 96–87 |         | 102–97 | 88–84 | 79–78  | 89–90  | 81–60 | 61–60 |
| Nardò               | 82–72 | 65–72 | 83–64 | 83–101 | 83–74 | 65–84 | 75–84 | 88–102  |        | 64–82 | 89–77  | 72–80  | 76–89 | 68–81 |
| Ravenna             | 65–56 | 83–64 | 77–84 | 81–80  | 80–59 | 79–78 | 61–58 | 75–66   | 76–67  |       | 74–71  | 71–81  | 79–65 | 57–70 |
| San Severo          | 64–77 | 88–67 | 73–77 | 64–61  | 98–84 | 78–73 | 58–71 | 80–78   | 86–77  | 96–68 |        | 66–70  | 83–75 | 88–77 |
| Scafati             | 74–54 | 80–58 | 82–59 | 87–71  | 98–82 | 97–75 | 97–68 | 75–61   | 87–60  | 95–88 | 107–57 |        | 77–60 | 77–57 |
| Stella Azzurra Roma | 66–67 | 74–66 | 60–77 | 76–66  | 81–52 | 84–91 | 68–74 | 69–74   | 65–62  | 61–83 | 83–85  | 61–63  |       | 65–68 |
| Verona              | 73–49 | 87–73 | 85–77 | 78–72  | 74–43 | 78–73 | 79–60 | 82–80   | 85–70  | 81–78 | 63–96  | 75–70  | 78–64 |       |

### Fase orologio
I punti accumulati durante questa fase vengono aggiunti alla classifica della squadra del girone di appartenenza, dando la classifica finale dei due gironi al termine di questa ultima fase. 
|         | 1ª giornata                                       |        |
|         |                                                   |        |
| 15 apr. | Unieuro Forli - 2B Control Trapani                | 87-83  |
| 15 apr. | OraSì Ravenna - Reale Mutua Torino                | 75-69  |
| 16 apr. | Ristopro Fabriano - Acqua S.Bernardo Cantù        | 74-73  |
| 16 apr. | Umana Chiusi - Novipiù JB Monferrato              | 74-71  |
| 16 apr. | Top Secret Ferrara - UCC Assigeco Piacenza        | 94-77  |
| 16 apr. | Atlante Eurobasket Roma - Bakery Piacenza         | 82-74  |
| 16 apr. | Givova Scafati - Giorgio Tesi Group Pistoia       | 82-71  |
| 16 apr. | Tramec Cento - Staff Mantova                      | 87-81  |
| 16 apr. | Benacquista Assicurazioni Latina - Edilnol Biella | 73-77  |
| 16 apr. | Next Nardò - Apu Old Wild West Udine              | 91-100 |
| 16 apr. | LUX Chieti - Infodrive Capo d'Orlando             | 99-89  |
| 16 apr. | Tezenis Verona - Gruppo Mascio Treviglio          | 77-70  |
| 16 apr. | Allianz Pazienza San Severo - Urania Milano       | 95-80  |
| 27 apr. | Stella Azzurra Roma - Agribertocchi Orzinuovi     | 91-69  |

|         | 2ª giornata                                              |       |
|         |                                                          |       |
| 20 apr. | Bakery Piacenza - Ristopro Fabriano                      | 79-78 |
| 20 apr. | Urania Milano - Stella Azzurra Roma                      | 70-61 |
| 20 apr. | Edilnol Biella - Next Nardò                              | 76-89 |
| 20 apr. | Acqua S.Bernardo Cantù - Umana Chiusi                    | 76-68 |
| 20 apr. | Infodrive Capo d'Orlando - Givova Scafati                | 67-76 |
| 20 apr. | Giorgio Tesi Group Pistoia - Top Secret Ferrara          | 85-77 |
| 20 apr. | Agribertocchi Orzinuovi - Tezenis Verona                 | 67-93 |
| 20 apr. | Gruppo Mascio Treviglio - Tramec Cento                   | 72-64 |
| 20 apr. | Reale Mutua Torino - Unieuro Forli                       | 96-88 |
| 20 apr. | Novipiù JB Monferrato - Allianz Pazienza San Severo      | 80-66 |
| 20 apr. | UCC Assigeco Piacenza - Benacquista Assicurazioni Latina | 95-83 |
| 20 apr. | 2B Control Trapani - LUX Chieti                          | 99-85 |
| 21 apr. | Apu Old Wild West Udine - OraSì Ravenna                  | 75-69 |
| 27 apr. | Staff Mantova - Atlante Eurobasket Roma                  | 80-69 |

|         | 1ª giornata                                       |        |
|         |                                                   |        |
| 15 apr. | Unieuro Forli - 2B Control Trapani                | 87-83  |
| 15 apr. | OraSì Ravenna - Reale Mutua Torino                | 75-69  |
| 16 apr. | Ristopro Fabriano - Acqua S.Bernardo Cantù        | 74-73  |
| 16 apr. | Umana Chiusi - Novipiù JB Monferrato              | 74-71  |
| 16 apr. | Top Secret Ferrara - UCC Assigeco Piacenza        | 94-77  |
| 16 apr. | Atlante Eurobasket Roma - Bakery Piacenza         | 82-74  |
| 16 apr. | Givova Scafati - Giorgio Tesi Group Pistoia       | 82-71  |
| 16 apr. | Tramec Cento - Staff Mantova                      | 87-81  |
| 16 apr. | Benacquista Assicurazioni Latina - Edilnol Biella | 73-77  |
| 16 apr. | Next Nardò - Apu Old Wild West Udine              | 91-100 |
| 16 apr. | LUX Chieti - Infodrive Capo d'Orlando             | 99-89  |
| 16 apr. | Tezenis Verona - Gruppo Mascio Treviglio          | 77-70  |
| 16 apr. | Allianz Pazienza San Severo - Urania Milano       | 95-80  |
| 27 apr. | Stella Azzurra Roma - Agribertocchi Orzinuovi     | 91-69  |

|         | 2ª giornata                                              |       |
|         |                                                          |       |
| 20 apr. | Bakery Piacenza - Ristopro Fabriano                      | 79-78 |
| 20 apr. | Urania Milano - Stella Azzurra Roma                      | 70-61 |
| 20 apr. | Edilnol Biella - Next Nardò                              | 76-89 |
| 20 apr. | Acqua S.Bernardo Cantù - Umana Chiusi                    | 76-68 |
| 20 apr. | Infodrive Capo d'Orlando - Givova Scafati                | 67-76 |
| 20 apr. | Giorgio Tesi Group Pistoia - Top Secret Ferrara          | 85-77 |
| 20 apr. | Agribertocchi Orzinuovi - Tezenis Verona                 | 67-93 |
| 20 apr. | Gruppo Mascio Treviglio - Tramec Cento                   | 72-64 |
| 20 apr. | Reale Mutua Torino - Unieuro Forli                       | 96-88 |
| 20 apr. | Novipiù JB Monferrato - Allianz Pazienza San Severo      | 80-66 |
| 20 apr. | UCC Assigeco Piacenza - Benacquista Assicurazioni Latina | 95-83 |
| 20 apr. | 2B Control Trapani - LUX Chieti                          | 99-85 |
| 21 apr. | Apu Old Wild West Udine - OraSì Ravenna                  | 75-69 |
| 27 apr. | Staff Mantova - Atlante Eurobasket Roma                  | 80-69 |

|         | 3ª giornata                                      |         |
|         |                                                  |         |
| 23 apr. | Ristopro Fabriano - Apu Old Wild West Udine      | 58-82   |
| 23 apr. | Atlante Eurobasket Roma - Edilnol Biella         | 74-83   |
| 24 apr. | Stella Azzurra Roma - Infodrive Capo d'Orlando   | 81-84   |
| 24 apr. | Givova Scafati - Acqua S.Bernardo Cantù          | 66-62   |
| 24 apr. | Allianz Pazienza San Severo - 2B Control Trapani | 79-71   |
| 24 apr. | Benacquista Assicurazioni Latina - Urania Milano | 112-100 |
| 24 apr. | LUX Chieti - Bakery Piacenza                     | 64-77   |
| 24 apr. | Tezenis Verona - Giorgio Tesi Group Pistoia      | 74-46   |
| 24 apr. | Next Nardò - Agribertocchi Orzinuovi             | 109-76  |
| 24 apr. | Umana Chiusi - Reale Mutua Torino                | 83-76   |
| 24 apr. | Top Secret Ferrara - Novipiù JB Monferrato       | 78-72   |
| 24 apr. | Tramec Cento - UCC Assigeco Piacenza             | 62-80   |
| 24 apr. | Unieuro Forli - Staff Mantova                    | 61-75   |
| 25 apr. | OraSì Ravenna - Gruppo Mascio Treviglio          | 99-91   |

|        | 4ª giornata                                         |        |
|        |                                                     |        |
| 1 mag. | Acqua S.Bernardo Cantù - OraSì Ravenna              | 76-72  |
| 1 mag. | Giorgio Tesi Group Pistoia - Umana Chiusi           | 77-79  |
| 1 mag. | Gruppo Mascio Treviglio - Top Secret Ferrara        | 79-82  |
| 1 mag. | Reale Mutua Torino - Tramec Cento                   | 74-76  |
| 1 mag. | Novipiù JB Monferrato - Unieuro Forli               | 78-79  |
| 1 mag. | UCC Assigeco Piacenza - Allianz Pazienza San Severo | 81-71  |
| 1 mag. | Staff Mantova - Benacquista Assicurazioni Latina    | 93-86  |
| 1 mag. | 2B Control Trapani - Atlante Eurobasket Roma        | 87-70  |
| 1 mag. | Agribertocchi Orzinuovi - Givova Scafati            | 70-89  |
| 1 mag. | Urania Milano - LUX Chieti                          | 92-66  |
| 1 mag. | Infodrive Capo d'Orlando - Ristopro Fabriano        | 102-73 |
| 1 mag. | Edilnol Biella - Stella Azzurra Roma                | 83-67  |
| 1 mag. | Apu Old Wild West Udine - Tezenis Verona            | 73-68  |
| 1 mag. | Bakery Piacenza - Next Nardò                        | 63-78  |

|         | 3ª giornata                                      |         |
|         |                                                  |         |
| 23 apr. | Ristopro Fabriano - Apu Old Wild West Udine      | 58-82   |
| 23 apr. | Atlante Eurobasket Roma - Edilnol Biella         | 74-83   |
| 24 apr. | Stella Azzurra Roma - Infodrive Capo d'Orlando   | 81-84   |
| 24 apr. | Givova Scafati - Acqua S.Bernardo Cantù          | 66-62   |
| 24 apr. | Allianz Pazienza San Severo - 2B Control Trapani | 79-71   |
| 24 apr. | Benacquista Assicurazioni Latina - Urania Milano | 112-100 |
| 24 apr. | LUX Chieti - Bakery Piacenza                     | 64-77   |
| 24 apr. | Tezenis Verona - Giorgio Tesi Group Pistoia      | 74-46   |
| 24 apr. | Next Nardò - Agribertocchi Orzinuovi             | 109-76  |
| 24 apr. | Umana Chiusi - Reale Mutua Torino                | 83-76   |
| 24 apr. | Top Secret Ferrara - Novipiù JB Monferrato       | 78-72   |
| 24 apr. | Tramec Cento - UCC Assigeco Piacenza             | 62-80   |
| 24 apr. | Unieuro Forli - Staff Mantova                    | 61-75   |
| 25 apr. | OraSì Ravenna - Gruppo Mascio Treviglio          | 99-91   |

|        | 4ª giornata                                         |        |
|        |                                                     |        |
| 1 mag. | Acqua S.Bernardo Cantù - OraSì Ravenna              | 76-72  |
| 1 mag. | Giorgio Tesi Group Pistoia - Umana Chiusi           | 77-79  |
| 1 mag. | Gruppo Mascio Treviglio - Top Secret Ferrara        | 79-82  |
| 1 mag. | Reale Mutua Torino - Tramec Cento                   | 74-76  |
| 1 mag. | Novipiù JB Monferrato - Unieuro Forli               | 78-79  |
| 1 mag. | UCC Assigeco Piacenza - Allianz Pazienza San Severo | 81-71  |
| 1 mag. | Staff Mantova - Benacquista Assicurazioni Latina    | 93-86  |
| 1 mag. | 2B Control Trapani - Atlante Eurobasket Roma        | 87-70  |
| 1 mag. | Agribertocchi Orzinuovi - Givova Scafati            | 70-89  |
| 1 mag. | Urania Milano - LUX Chieti                          | 92-66  |
| 1 mag. | Infodrive Capo d'Orlando - Ristopro Fabriano        | 102-73 |
| 1 mag. | Edilnol Biella - Stella Azzurra Roma                | 83-67  |
| 1 mag. | Apu Old Wild West Udine - Tezenis Verona            | 73-68  |
| 1 mag. | Bakery Piacenza - Next Nardò                        | 63-78  |

## Play-off

### Tabellone A
|  | Quarti di finale | Quarti di finale    | Quarti di finale    | Quarti di finale | Quarti di finale | Quarti di finale | Quarti di finale |  |  | Semifinali          | Semifinali          | Semifinali          | Semifinali          | Semifinali       | Semifinali | Semifinali |    |    | Finale | Finale              | Finale              | Finale | Finale | Finale | Finale |  |
|  |                  |                     |                     |                  |                  |                  |                  |  |  |                     |                     |                     |                     |                  |            |            |    |    |        |                     |                     |        |        |        |        |  |
|  | 1V               | Amici Pall. Udinese | Amici Pall. Udinese | 83               | 84               | 61               | 73               |  |  |                     |                     |                     |                     |                  |            |            |    |    |        |                     |                     |        |        |        |        |  |
|  | 8R               | San Severo          | San Severo          | 72               | 54               | 73               | 70               |  |  | Amici Pall. Udinese | Amici Pall. Udinese | Amici Pall. Udinese | Amici Pall. Udinese | 69               | 72         | 76         |    |    |        |                     |                     |        |        |        |        |  |
|  | 4R               | San Giobbe Chiusi   | 87                  | 87               | 76               | 48               | 88               |  |  | San Giobbe Chiusi   | San Giobbe Chiusi   | San Giobbe Chiusi   | San Giobbe Chiusi   | 53               | 70         | 71         |    |    |        |                     |                     |        |        |        |        |  |
|  | 5V               | Blu Treviglio       | 80                  | 96               | 70               | 64               | 64               |  |  |                     |                     |                     |                     |                  |            |            |    |    | 1°     | Amici Pall. Udinese | Amici Pall. Udinese | 67     | 64     | 56     | 57     |  |
|  | 3V               | Pistoia Basket      | 67                  | 61               | 52               | 66               | 64               |  |  |                     |                     | 2°                  | Scaligera Verona    | Scaligera Verona | 64         | 67         | 66 | 83 |        |                     |                     |        |        |        |        |  |
|  | 6R               | Benedetto XIV Cento | 62                  | 75               | 63               | 65               | 57               |  |  | Pistoia Basket      | Pistoia Basket      | 63                  | 76                  | 86               | 69         | 53         |    |    |        |                     |                     |        |        |        |        |  |
|  | 2R               | Scaligera Verona    | 68                  | 68               | 59               | 59               | 77               |  |  | Scaligera Verona    | Scaligera Verona    | 65                  | 84                  | 77               | 61         | 79         |    |    |        |                     |                     |        |        |        |        |  |
|  | 7V               | Mantova             | 64                  | 65               | 66               | 60               | 61               |  |  |                     |                     |                     |                     |                  |            |            |    |    |        |                     |                     |        |        |        |        |  |

### Tabellone B
|  | Quarti di finale | Quarti di finale  | Quarti di finale  | Quarti di finale  | Quarti di finale | Quarti di finale | Quarti di finale |  |  | Semifinali      | Semifinali      | Semifinali     | Semifinali     | Semifinali | Semifinali | Semifinali |    |    | Finale | Finale         | Finale | Finale | Finale | Finale | Finale |  |
|  |                  |                   |                   |                   |                  |                  |                  |  |  |                 |                 |                |                |            |            |            |    |    |        |                |        |        |        |        |        |  |
|  | 1R               | Scafati Basket    | Scafati Basket    | Scafati Basket    | 76               | 77               | 88               |  |  |                 |                 |                |                |            |            |            |    |    |        |                |        |        |        |        |        |  |
|  | 8V               | Monferrato Basket | Monferrato Basket | Monferrato Basket | 51               | 55               | 64               |  |  | Scafati Basket  | Scafati Basket  | 79             | 77             | 73         | 90         | 77         |    |    |        |                |        |        |        |        |        |  |
|  | 4V               | U.C.C. Piacenza   | U.C.C. Piacenza   | 94                | 70               | 96               | 81               |  |  | U.C.C. Piacenza | U.C.C. Piacenza | 69             | 74             | 76         | 98         | 59         |    |    |        |                |        |        |        |        |        |  |
|  | 5R               | Kleb Ferrara      | Kleb Ferrara      | 71                | 72               | 81               | 77               |  |  |                 |                 |                |                |            |            |            |    |    | 1°     | Scafati Basket | 89     | 67     | 68     | 68     | 73     |  |
|  | 3R               | Basket Ravenna    | Basket Ravenna    | 82                | 84               | 96               | 64               |  |  |                 |                 | 2°             | Pall. Cantù    | 79         | 53         | 79         | 77 | 60 |        |                |        |        |        |        |        |  |
|  | 6V               | Basket Torino     | Basket Torino     | 71                | 71               | 97               | 61               |  |  | Basket Ravenna  | Basket Ravenna  | Basket Ravenna | Basket Ravenna | 68         | 69         | 58         |    |    |        |                |        |        |        |        |        |  |
|  | 2V               | Pall. Cantù       | Pall. Cantù       | 77                | 71               | 72               | 64               |  |  | Pall. Cantù     | Pall. Cantù     | Pall. Cantù    | Pall. Cantù    | 71         | 79         | 59         |    |    |        |                |        |        |        |        |        |  |
|  | 7R               | Pall. Forlì 2.015 | Pall. Forlì 2.015 | 55                | 62               | 76               | 61               |  |  |                 |                 |                |                |            |            |            |    |    |        |                |        |        |        |        |        |  |

### Finale titolo dilettanti
| Scafati 18 giugno 2022, ore 20:45 Finale | Scafati Basket | 82 – 100 (22-23, 57-46, 71-65) referto   | Scaligera Verona | PalaMangano |
| Grimaldi 19 De Laurentiis 17 Perrino 14 Punti 30 Candussi 13 Adobah 11 Grant , Nonković Cournooh 7 Assist 5 Caroti De Laurentiis 12 Rimbalzi 9 Grant Alessandro Rossi Allenatori Alessandro Ramagli |                |                                          |                  |             |
| |                |                                          |                  |             |
| Grimaldi 19 De Laurentiis 17 Perrino 14 | Punti          | 30 Candussi 13 Adobah 11 Grant, Nonković |                  |             |
| Cournooh 7 | Assist         | 5 Caroti                                 |                  |             |
| De Laurentiis 12 | Rimbalzi       | 9 Grant                                  |                  |             |
| Alessandro Rossi | Allenatori     | Alessandro Ramagli                       |                  |             |

## Play-out
I play-out si disputano al meglio di cinque partite in un turno unico, con Gara 1, Gara 2 ed eventuale Gara 5 giocate in casa della squadra che ha ottenuto la migliore classifica al termine della fase di qualificazione. Le perdenti retrocederanno in Serie B.
|     | 1° spareggio     | G1 | G2 | G3 | G4 |
| --- | ---------------- | -- | -- | -- | -- |
| 12V | Pall. Piacentina | 72 | 79 | 76 | 80 |
| 13R | Stella Azzurra   | 76 | 60 | 74 | 59 |

|     | 2° spareggio | G1  | G2 | G3 | G4 |
| --- | ------------ | --- | -- | -- | -- |
| 12R | Nardò Basket | 100 | 95 | 64 | 95 |
| 13V | Orlandina    | 99  | 93 | 91 | 86 |

## Statistiche stagione regolare
Aggiornate all'8 maggio 2022

### Statistiche individuali

#### Valutazione
|    | Giocatore       | Squadra           | Partite | Valutazione | PIR  |
| -- | --------------- | ----------------- | ------- | ----------- | ---- |
| 1. | A.J. Pacher     | Kleb Ferrara      | 25      | 572         | 22.9 |
| 2. | Nik Raivio      | Bakery Piacenza   | 26      | 579         | 22.7 |
| 3. | Jeremiah Wilson | San Giobbe Chiusi | 26      | 550         | 21.2 |

Fonte:  Statistics, in Legapallacanestro.

#### Punti
|    | Giocatore  | Squadra         | Partite | Punti | PPG  |
| -- | ---------- | --------------- | ------- | ----- | ---- |
| 1. | Ty Sabin   | San Severo      | 26      | 562   | 21.6 |
| 2. | Gabe DeVoe | U.C.C. Piacenza | 26      | 510   | 19.6 |
| 3. | Nick King  | Orlandina       | 25      | 480   | 19.2 |

Fonte:  Statistics, in Legapallacanestro.

#### Rimbalzi
|    | Giocatore        | Squadra           | Partite | Rimbalzi | RPG  |
| -- | ---------------- | ----------------- | ------- | -------- | ---- |
| 1. | Elijah Childs    | Trapani Shark     | 18      | 188      | 10.4 |
| 2. | Jeremiah Wilson  | San Giobbe Chiusi | 26      | 261      | 10.0 |
| 3. | Antonio Iannuzzi | Mantova           | 26      | 234      | 9.0  |

Fonte:  Statistics, in Legapallacanestro.

#### Assist
|    | Giocatore              | Squadra             | Partite | Assist | APG |
| -- | ---------------------- | ------------------- | ------- | ------ | --- |
| 1. | Gherardo Sabatini      | U.C.C. Piacenza     | 26      | 162    | 6.2 |
| 2. | Nik Raivio             | Bakery Piacenza     | 26      | 140    | 5.4 |
| 3. | Alessandro Cappelletti | Amici Pall. Udinese | 26      | 139    | 5.3 |

Fonte:  Statistics, in Legapallacanestro.

#### Altre statistiche
| Categoria        | Giocatore            | Squadra             | Partite | Media |
| ---------------- | -------------------- | ------------------- | ------- | ----- |
| Palle recuperate | Matteo Piccoli       | San Severo          | 26      | 2.5   |
| Stoppate         | Francesco Pellegrino | Amici Pall. Udinese | 26      | 1.7   |
| Palle perse      | Devon Scott          | Basket Torino       | 26      | 3.5   |
| Falli subiti     | Nick King            | Orlandina           | 25      | 6.2   |
| % tiri liberi    | Austin Tilghman      | Basket Ravenna      | 26      | 87.8% |
| % tiro da due    | Brandon Walters      | Amici Pall. Udinese | 23      | 67.4% |
| % tiro da tre    | Luca Cesana          | U.C.C. Piacenza     | 17      | 51.5% |

### Statistiche di squadra
| Categoria     | Squadra             | Media |
| ------------- | ------------------- | ----- |
| Punti         | Pall. Cantù         | 83.7  |
| Punti subiti  | Pall. Cantù         | 66.6  |
| Rimbalzi      | Urania Milano       | 40.9  |
| Assist        | Amici Pall. Udinese | 18.0  |
| Palle rubate  | San Severo          | 9.2   |
| Stoppate      | Latina Basket       | 2.9   |
| Palle perse   | San Severo          | 16.8  |
| % tiri liberi | Scafati Basket      | 80.0% |
| % tiro da due | Amici Pall. Udinese | 57.0% |
| % tiro da tre | Amici Pall. Udinese | 38.0% |

Fonte:  Statistics, su legapallacanestro.com, legapallacanestro.

## Verdetti

### Campione Serie A2
- Tezenis Verona.

### Squadre promosse
- Promozioni in Serie A:

Tezenis Verona: Leonardo Beghini, Emmanuel Adobah, Lorenzo Caroti, Davide Casarin, Xavier Johnson, Francesco Candussi, Nikola Nonković, Guido Rosselli, Giovanni Pini, Karvel Anderson, Lorenzo Penna, Liam Udom, Sasha Grant, Marco Spanghero. Allenatore: Alessandro Ramagli.
Givova Scafati: Ed Daniel, Gaetano Grimaldi, Matteo Parravicini, Quirino De Laurentiis, Rotnei Clarke, Riccardo Rossato, Diego Monaldi, Valerio Cucci, Iris Ikangi, Joseph Mobio, David Cournooh, Fabio Perrino. Allenatore: Alessandro Rossi.

### Altri verdetti
- Retrocessioni: Agribertocchi Orzinuovi, Infodrive Capo d'Orlando, Stella Azzurra Roma, Ristopro Fabriano.
- Coppa Italia LNP: APU Old Wild West Udine.
- Supercoppa LNP: Giorgio Tesi Group Pistoia.

## Premi e riconoscimenti

### Riconoscimenti
Regular Season
| Premio                       | Giocatore              | Squadra             | Rif.  |
| ---------------------------- | ---------------------- | ------------------- | ----- |
| MVP italiano                 | Alessandro Cappelletti | Amici Pall. Udinese | [ 6 ] |
| MVP straniero                | Ty Sabin               | San Severo          | [ 7 ] |
| Miglior giocatore Under 21   | Leonardo Okeke         | Monferrato Basket   | [ 8 ] |
| Miglior allenatore Lavoropiù | Matteo Boniciolli      | Amici Pall. Udinese | [ 9 ] |